# Ecclinusa
Ecclinusa é um género botânico pertencente à família Sapotaceae.